# Trans Canada Highway
Albums de Boards of Canada
The Campfire Headphase
(2005) Tomorrow's Harvest
(2013)
Trans Canada Highway est un EP du duo écossais de musique électronique Boards of Canada.
Sorti le 29 mai 2006, il était prévu qu'il sorte le 6 juin, donnant alors la date 6/06/06, en référence au nombre 666.

## Liste des titres
| No | Titre                            | Durée |
| -- | -------------------------------- | ----- |
| 1. | Dayvan Cowboy                    | 5:01  |
| 2. | Left Side Drive                  | 5:20  |
| 3. | Heard from Telegraph Lines       | 1:09  |
| 4. | Skyliner                         | 5:40  |
| 5. | Under the Coke Sign              | 1:31  |
| 6. | Dayvan Cowboy (Odd Nosdam Remix) | 9:19  |

Left Side Drive a été reprise par la chanteuse Solange Knowles en 2011.